# Stanisław Kieszkowski (1772–1842)
Stanisław Kajetan Kieszkowski herbu Krzywda (ur. 1772, zm. 1842) – właściciel ziemski.

## Życiorys
Urodził się w 1772. Wywodził się z rodu Kieszkowskich herbu Krzywda. Był prawnukiem Jana Kieszkowskiego (komornik graniczny sandomierski), wnukiem Kazimierza Kieszkowskiego (podczaszy bracławski, zastawny posiadacz Rzeczowa, Psów i Woli Kuraszowej w 1725 i zarządca dóbr dobromilskich) oraz synem Antoniego Kieszkowskiego (1739-1814) i Elżbiety z domu Korzeniowskiej (po pierwszym mężu Olszańska). Miał siostry Mariannę (po pierwszym mężu Raszewska, po drugim mężu Gruszczyna) i Teklę.
Po ojcu przejął dobra ziemskie Hruszatyce, Hruszatyczki, Sanoczany, Szandrowiec, Czarna, Żołobek, Rosochate. W latach 30. XIX wieku jako właściciel tabularny posiadał dobra ziemskie Bezmiechowa Górna, Hruszatyce, Szandrowiec, Tarnowa. Był członkiem Stanów Galicyjskich.
Był dwukrotnie żonaty. W 1793 poślubił Józefę Szuszkowską (córka Franciszka, skarbnika owruckiego). Miał z nią dzieci: Elżbietę (po mężu Szydłowska), Adama (ur. 1795, dziedzic dóbr) i Pawła (dziedzic dóbr, członek Stanów Galicyjskich). W 1905 w Lisku ożenił się z Marianną Sigert von Sigertstein (zm. 1829 w Hruszatycach). Z tego małżeństwa miał dzieci: Sabinę (żona Jana Kantego Podoleckiego), Józefa (ur. 1808, oficer wojsk polskich w powstaniu listopadowym), Julię (zamężna z Edwardem Tadeuszem Bielińskim), Waleriana (ur. 1820, dziedzic Tarnawy, podpułkownik wojsk polskich), Florentynę (zm. 1894, zamężna z Konstantym Hallerem), Zuzannę (zm. 1895, zamężna z Feliksem Hallerem), Malwinę (zamężna z Wojciechem Strzeleckim), Henryka (1821-1905). Zmarł w 1842.